# نوده (زیرکوه)
نوده روستایی در دهستان شاسکوه بخش شاسکوه شهرستان زیرکوه استان خراسان جنوبی ایران است. بر پایه سرشماری عمومی نفوس و مسکن در سال ۱۳۹۰ جمعیت این روستا ۱۷۰ نفر (در ۴۷ خانوار) بوده است.